# Saska (Horożanna Mała)
Saska (ukr. Саска) – ogólna nazwa dwóch zniesionych wsi, obecnie w granicach wsi Horożanna Mała na Ukrainie, na terenie obwodu lwowskiego, w rejonie stryjskim (do 2020 w rejonie mikołajowskim), nad Dniestrem.

## Historia
Dawniej były to dwie wsie – Saska Dominikalna (albo Szlachecka) i Saska Kameralna, należące do dwóch powiatów Królestwa Galicji i Lodomerii.

### Saska Dominikalna
W połowie XIX wieku, Saska Dominikalna należała do Bezirk Komarno w cyrkule samborskim, gdzie stanowiła, gminę jednostkową Saska, która w 1850 roku liczyła 275 mieszkańców. Wraz z reformą administracyjną 1865 weszła w skład nowego powiatu rudeckiego. Następnie zniesiona jako odrębna gmina, współtworząc wraz z  Horożanną Małą wspólną gminę Horożanna Mała. W II RP gmina ta należała do powiatu rudeckiego w województwie lwowskim i w 1921 roku liczyła 943 mieszkańców (447 w przysiółku Horożanna Mała i 495 w przysiółku Saska Dominikalna). Wraz z reformą administracyjną w sierpniu 1934 wraz z Horożanną Małą weszła w skład nowo utworzonej zbiorowej gminy Podzwierzyniec w powiecie rudeckim.

### Saska Kameralna
W połowie XIX wieku, Saska Kameralna należała do Bezirk Medenice w cyrkule samborskim, gdzie wraz z Radeliczem stanowiła gminę jednostkową Radelicz, która w 1850 roku liczyła 882 mieszkańców. Wraz z reformą administracyjną 1865 weszła w skład nowego powiatu drohobyckiego. Położenie po drugiej stronie Dniestru względem Radelicza przyczyniło się do jej wyodrębnienia z Radelicza jako samodzielnej gminy jednostkowej Saska Kameralna (mimo że była ponad 2,5 razy mniejsza od Saski Dominikalnej, a która pozostała w gminie Horożanna Mała). W II RP gmina Saska Kameralna należała do powiatu drohobyckiego w województwie lwowskim i w 1921 roku liczyła 184 mieszkańców. Wraz z reformą administracyjną w sierpniu 1934 weszła w skład nowo utworzonej zbiorowej gminy Horucko w powiecie drohobyckim.

### Po wojnie
Po II wojnie światowej obie miejscowości zostały włączone do Ukraińskiej SRR w ZSRR. Obecnie Saska Dominikalna stanowi środkową a Saska Kameralna południową część Horożanny Małej, której historyczna lokacja znajduje się na północno-wschodnim krańcu zespołu osadniczego.